# Illigera nervosa
Illigera nervosa är en tvåhjärtbladig växtart som beskrevs av Elmer Drew Merrill. Illigera nervosa ingår i släktet Illigera och familjen Hernandiaceae. Inga underarter finns listade i Catalogue of Life.